# Afdhere Jama
Afdhere Jama est un journaliste somalien, né à Kismaayo en 1980. Militant de la cause gay, il est rédacteur en chef du magazine queer musulman Huriyah édité à San Francisco.

## Biographie
Afdhere Jama a grandi à Mogadiscio. Au début des années 1990, il a émigré aux États-Unis alors que son pays est dévasté par les guerres. Il vit à San Francisco. Il suit des études en Californie, puis créé le magazine Huriyah en 2000. Son dernier livre, Citoyens interdits, sous-titré Les minorités sexuelles dans les pays musulmans, est un essai sur la vie de trente-trois musulmans LGBT vivant dans vingt-deux pays différents (Arabie Saoudite, Bosnie, Égypte, Inde, Indonésie, Israël, Nigéria, Turquie, etc.).

## Publications
- At Noonday with the Gods of Somalia, Salaam Press, 2004
- Illegal Citizens - Queer Lives in the Muslim World, Salaam Press, 2008, traduit en français par Zoé Carle,  Citoyens interdits - Les minorités sexuelles dans les pays musulmans, H&O éditions, 2010